# Rejtő Sándor Textilipari Szakközépiskola
A Rejtő Sándor Textilipari Szakközépiskola elődjét 1933-ban Győrben alapították, ahol a 20. század elején – 1900-tól kezdődően – jelentős textilipar bontakozott ki. Az újonnan alapított, zömmel külföldi érdekeltségű textilgyáraknak szükségük volt arra, hogy a főleg Németországból és Csehországból hozott középszintű vezetők mellett fokozatosan megjelenjenek az üzemekben a képzett magyar szakemberek is. Az eredetileg kétéves szövőipari tanfolyammal indult képzés folytatását jelentette az 1933-ban megalapított textilipari szakiskola, ahol már hároméves képzést folytattak, ezt a II. világháború után, 1949-től már ipari gimnázium formájában négyéves képzéssé fejlesztették tovább. Az 1951-ben végrehajtott oktatásügyi reform keretében hozták létre az ország több városában (Budapesten, Győrben és Szegeden) működő textilipari szakmai oktatási intézményekből azt a három technikumot, amelyek egyike a később Rejtő Sándor nevét felvett győri iskola lett. Az iskola – többszöri szervezeti átalakítás után – 2003-ig állt fenn; megszűnésének oka a magyar textiliparnak az 1989/1990-ben végbement politikai és gazdasági rendszerváltozás következtében történt súlyos leépülése volt.

## Az iskola története[1][2][3]
A dualizmus korában (1897–1918) az Osztrák–Magyar Monarchia iparpolitikája elsősorban az osztrák és a cseh textiliparnak kedvezett. Ennek tudható be, hogy a 20. század első évtizedeiben Magyarországon létesült számos textilgyárban, amelyeket főleg külföldi befektetők alapítottak, külföldi szakemberek irányították. Győrben is több pamut-, gyapjú- és lenipari fonó-szövőgyár alakult. Ezekben az üzemekben magyar munkások dolgoztak osztrák, német és cseh szakemberek irányításával. Egyre sürgetőbbé vált, hogy magyar szakembereket is képezzenek, akik felválthatják a külföldi művezetőket, termelésirányítókat. Ezt felismerve 1925-ben a Keresztényszocialista Szakszervezet győri üzemi dolgozóknak tanfolyamot indított, amit 1927-ben a Fa- és Fémipari Szakiskola vett át és kétéves szövőipari tanfolyamot szervezett. Egy átszervezés folytán, aminek eredményeképpen a faipari képzést egy újpesti szakiskolába helyezték át, az itt megüresedő helyre 1933-ban az akkor már hároméves képzést nyújtó, a város által anyagilag is támogatott textilipari szakiskola (új nevén: Fém- és Textilipari Szakiskola) foglalta el. Az iskolában 1934-ben tanműhelyt is berendeztek, aminek felszerelését a Textilgyárosok Országos Egyesülete és az egyik győri szövőgyár segítette.
Az iskola a II. világháború alatt is, 1944-ig sikeresen működött, de akkor a bombázások miatt a tanítást befejezték. A háború utolsó évében az épületben hadikórházat rendeztek be.
A Győr felszabadulását követő napokban megkezdték a háború alatt súlyosan megrongálódott iskolaépület és a tanműhely helyrehozatalát és 1945. május elején a tanítás is újra megkezdődhetett, bár csak 1947 nyarára fejeződött be az épület teljes felújítása.
1948-ban Magyarországon az iskolákat államosították. 1949 szeptemberétől a győri textilipari szakiskola kivált a gépipari középiskola kötelékéből és 20. Ipari Gimnázium Textilipari Tagozat néven önálló intézményként működött tovább a győri Újkapu utca 2–4. szám alatti iskolaépületben, amely eredetileg a Szent Orsolya-rend dr. Hóman Ottó tanintézete volt. Az épülethez 1951-ben textilgépekkel felszerelt tanműhelyt is építettek.
Az ipari gimnáziumokat 1950-ben megszüntették, az iskola ettől kezdve textilipari technikum lett, ahol négyéves általános jellegű textiltechnikus képzés folyt. A felügyeleti hatáskört a korábban ezt gyakorló városi tanácstól a Könnyűipari Minisztérium vette át. A tanulók a negyedik év végén képesítő vizsgát tettek és technikusi oklevelet kaptak, ami technikusi cím viselésére és technikusi munkakörök betöltésére jogosította fel őket. Lehetővé vált, hogy egyetemek megfelelő szakára is beiratkozhassanak. Ebben a rendszerben az iskola két fonó és négy szövő tagozatos osztályt indított.
Az iskola 1955-ben vette fel Rejtő Sándor nevét, akinek a 20. század elején elévülhetetlen érdemei voltak a textiltechnológiák műegyetemi oktatásának bevezetésében.
1960-ban a Pedagógiai Tudományos Intézet nevelési tervjavalatot állított össze, amelynek kipróbálását 14 kiválasztott középiskolára, köztük a győri textiltechnikumra bízták. A tapasztalatok azt mutatták, hogy a nevelés egységesebbé vált, a tanulók terhelése csökkent és az egyes tantárgyak összhangját jobban meg lehetett teremteni. Kísérletek folytak az audiovizuális tanítás alkalmazására is. Az 1961-es középiskolai reform a tanításterveket az iparfejlesztés igényeihez igyekezett szabni, ehhez igazították a közismereti és a szaktárgyak óraszámának a szaktárgyak javára szolgáló arányát az egyes évfolyamokon. Az 1960-as években az iskola legfontosabb feladata a gyakorlati oktatás továbbfejlesztése volt, ehhez arra volt szükség, hogy a tanulók fonógyárakba járjanak ki gyakorlatra, mert az iskola tanműhelyének felszereltsége nem volt elegendő. 1968-ban azonban megkezdték a tanműhely bővítését és korszerű gépekkel való felszerelését, ami 1970-re készült el. A fejlesztést helyi vállalatok anyagilag is segítették.
1968-ban az iskolához rendelték a szakközépiskolai oktatást és mivel ekkor a környező, hagyományosan fonó-szövőgyárakban is meghonosították a kötött kelmék gyártását, 1971-től bevezették az iskolában a kötéstechnológia oktatását is, amihez az addig kollégiumnak használt épületrészben rendeztek be tanműhelyt. A tanműhely felszerelését a Magyaróvári Kötöttárugyár és a Győri Kötöttkesztyűgyár segítette.
Megindult az iskolában az egyéves szakmunkásképzés is, olyan formában, hogy az elméleti képzést az iskola biztosította, a gyakorlati képzés pedig a képzést igénylő vállalatoknál folyt. Ettől kezdve az iskola neve Rejtő Sándor Szakközép- és Szakmunkásképző Iskola lett.
Ez a rendszer 5-6 évig működött ilyen formában, ezt követőleg az elméleti és gyakorlati oktatás teljes egészében a vállalatokhoz került, az iskola csak a szervező feladatot látta el és a vizsgákat bonyolította le.
Ugyancsak megkezdődött az esti tagozatos képzés is olyan felnőttek részére, akik a háború idején nem tudták befejezni szakközépiskolai tanulmányaikat.
1973-tól a textilipari szakmunkásképzést visszahelyezték az iskolába. 1981-től a győri Révai Miklós Gimnáziumban működő Textilvegyipari Szakközépiskolát is a Rejtő Sándor Szakiskolába helyezték át, amihez itt vegyi laboratóriumot kellett kialakítani. Ekkor már 16 szakközépiskolai és 15 szakmunkásképző osztály működött az iskolában.
1984-ben a művelődési miniszter rendelete értelmében műszaki szakközépiskolák jöttek létre, ahol a képzési idő öt év lett. A technikus szakokon a 12. év végén a diákok érettségi vizsgát tettek, a 13. év végén pedig technikus oklevelet kaptak. Ugyanebben az évben a vegyészképzés feltételeinek nagyobb kihasználása érdekében élelmiszer-analitikus technikusképzést indítottak.
Az 1990-es évek elején megszüntették a fonó-, szövő-, kötőipari szakosítást, helyette általános textilipari képzést indítottak el. Ez azt jelentette, hogy a tanulók, csakúgy, mint az 1950-es éveket megelőzően, általános textilipari ismereteket sajátítottak el, így mindhárom területen – megfelelő szakmai gyakorlat után – egy középszintű vezetői ismeretanyag birtokában láthattak el középvezetői szerepet
Az 1989/1990-ben végbement politikai és gazdasági rendszerváltozás következtében átalakult a külkereskedelem, ennek következtében a belföldi termelés, a vállalatok működése. E változás nem kerülte el az iskolákat sem. Akkor, amikor a vállalatok nap, mint nap küldtek el fonó, szövő szakembereket, keveseket vonzott a textilipar, ezért az iskola kisebb szerkezeti reformot hajtott végre. 1992-től általános textiltechnikusokat képeztek, azzal a céllal, hogy a végzett technikusok a textilipar minden területén helytálljanak. Ugyanebben az évben bevezették a ruhaipari képzést is, abból a meggondolásból, hogy a lánytanulók számára ez a szakma jó foglalkozási lehetőséget biztosíthat a környező varrodákban, konfekcióüzemekben.
Győr Megyei Jogú Város Közgyűlése a Rejtő Sándor Gimnázium és Szakképző Iskolát – mint önálló önkormányzati költségvetési intézményt – 2003. július 1-jei hatállyal megszüntette. Ezzel egyidejűleg jóváhagyta, hogy a Rejtő Sándor Gimnázium és Szakképző Iskolában folyó képzéseket jogutódként az alábbi intézmények vegyék át:
- textilipari szakirányú képzések: Lukács S. Szakképző Iskola,
- ruhaipari technikus, női ruha készítő képzések: Kossuth Lajos Ipari Szakképző Iskola.[8]

Az épület ekkor ismét egyházi fenntartásba került, azóta ott működik a Prohászka Ottokár Orsolyita Közoktatási Központ.
Az iskola megszüntetését mind a szakma, mind a város nagy elégedetlenséggel fogadta. Számos rendezvényt tartottak, beadványokat az illetékes hatóságokhoz készítettek ennek megakadályozására – sajnos eredménytelenül.

## Oktatási tevékenység[2][3]
Az iskolát eredetileg fonó- és szövőipari szakképzésre alapították, mert Győrben és környékén ilyen jellegű gyárak működtek. Ez felölelte a pamut-, a gyapjú- és a rostiparral kapcsolatos szakismereteket egyaránt. A textilipar egy további szakterületének, a kötőipari technológiák oktatását csak 1974-ben vezették be, amikor már erős volt az igény a közeli kötöttárugyárak (Mosonmagyaróvári Kötöttárugyár, Győri Kötöttkesztyűgyár) részéről, és a más szakágazathoz tartozó textilvállalatoknál is megjelent ez a gyártási technológia (pl. Richards Finomposztógyár, Gardénia Csipkefüggönygyár, Pamutszövő- és Műbőrgyár).
Az iskola tanári karában kiváló pedagógusok oktatták a szakismereti tárgyakat, a szaktárgyak oktatását pedig jól képzett szaktanárokra, a gyakorlati oktatást nagy tapasztalatú szakemberekre bízták.
A szakmunkásképzés keretében a 9. és 10. osztályban elsősorban közismereti tárgyakat oktattak, de már a szakmai orientációs anyag is megjelent. A 10. osztály után kezdődött a szakmai képzés, amelynek időtartama 1 vagy 2 év volt. Ennek keretében a textil- és ruhaipar minden szakterületét felölelő oktatás folyt.
Az érettségizettek számára indított szakmai képzés keretében egy évfolyamos általános vegyipari szakmunkás és vegyészlaboráns képzést, valamint két évfolyamos ruhaipari, textilvegyipari és élelmiszer-analitikus technikusképzést indítottak.
A szakmunkások szakközépiskolájának kétéves intenzív nappali tagozatán a 10. szakiskolai évfolyamot végzettek részére kétéves, nappali rendszerű, érettségit adó képzés folyt.
Felnőttek részére is tartottak kétéves technikusképzést, hetente délután 3 óra keretében, ruhaipari, textilipari, textilvegyipari, élelmiszer-analitikai, valamint bútor- és épületasztalosipari szakterületen.
Ezeken kívül iskolarendszeren kívüli képzést is folytattak az ilyen formában oktatható és az iskola profiljába tartozó szakmákban, szakmunkásvizsgára való felkészítés céljából, olyanok részére, akik az általános iskola 8. osztályát elvégezték ugyan, de tovább iskolában nem tanultak.
Az iskola Győrben és környékén nagy népszerűségre tett szert, több száz diákja volt és többször fordult elő túljelentkezés egy-egy szakterületre. A város vezetősége és a textil szakma egyaránt elismerte az ott folyó magas színvonalú oktatást.
Az iskolának hasonló profilú külföldi szakiskolákkal is volt értékes kapcsolata.

## Tanórán kívüli tevékenységek[2][3]
Az iskola több szakkört is működtetett a diákok tudásának magasabb szintű fejlesztése érdekében: a sakk, a környezetvédelmi, a divattervező, a számítástechnikai szakkör egyaránt népszerű volt a tanulók körében.
Az iskola nagy gondot fordított eredményes képviseletére. Diákjai szakmai tanulmányi versenyeken, Szakma Kiváló Tanulója versenyen értek el kimagasló eredményeket.
A ruhaipari képzés bevezetésével a diákok szebbnél szebb terveket készítettek. Az iskola tanműhelyében ezek a tervek életre keltek, amiket nyilvános rendezvényeken divatbemutatókon is bemutattak.
A rajz szakkör és az Országjáró Diákok Köre is nagyon kedvelt volt a tanulók körében. A művészi képességekkel, érdeklődéssel rendelkező diákok nagyon eredményesen képviselték az iskolát ilyen irányú versenyeken.
Az elméleti és gyakorlati oktatás mellett az iskolában élénk sportélet is folyt, röplabda, kosárlabda és kézilabda volt az erősségük.

## Jegyzet
1. ↑  A Szent Orsolya-rend Győrött 1726 óta elemi- és polgári leányiskolát, nőipariskolát tartott fenn. Amikor a nőipariskola 1931-re már szűknek bizonyult, a katolikus egyház, az állam és Győr városa anyagi támogatásával új, korszerű iskolaépületet építtettek, amely 1940-re készült el. Az épületet a II. világháború után az állam vette tulajdonába, a nőipariskola megszűnt, és ide költöztették a textilipari technikumot. 1991-ben – az akkor érvénybe lépett törvényeknek megfelelően – a Rend visszaigényelte az épületet, amit el is ismertek, de 1998-ban a Rend a természetbeni visszaadás helyett pénzbeli kártalanítást kért. Győr Megyei Jogú Város Önkormányzata ezzel egyetértett és a szakértő által meghatározott összeget a Szent Orsolya-rend megkapta.[4]